# Han Xinyun
Han Xinyun (født 30. maj 1990 i Jin Zhou, Kina) er en professionel tennisspiller fra Kina. 
Han Xinyun højeste rangering på WTA single rangliste var som nummer 125, hvilket hun opnåede 21. februar 2011. I double er den bedste placering nummer 90, hvilket blev opnået 28. juli 2008. 